# Jeffrey Tambor
Jeffrey Michael Tambor (São Francisco, 8 de Julho de 1944) é um ator estadunidense. Ficou mais conhecido por seu papel como George Bluth Sr. e Oscar Bluth na série de televisão Arrested Development e Hank Kingsley em The Larry Sanders Show e recentemente por ter interpretado Maura Pfefferman na premiada série Transparent.

## Trabalhos

### Cinema
| Ano       | Título                                               | Papel                        | Notas               |
| --------- | ---------------------------------------------------- | ---------------------------- | ------------------- |
| 1973-1984 | The Summertime Killer (Series)                       | Sully Tambor                 |                     |
| 1979      | ...And Justice for All                               | Jay Porter                   |                     |
| 1981      | Saturday the 14th                                    | Waldemar                     |                     |
| 1982      | The Dream Chasers                                    | Jeffrey Bauman               |                     |
| 1983      | Mr. Mom                                              | Jinx                         |                     |
| 1983      | The Man Who Wasn't There                             | Boris Potemkin               |                     |
| 1984      | No Small Affair                                      | Ken                          |                     |
| 1985      | Desert Hearts                                        | Jerry                        | Uncredited          |
| 1987      | Three O'Clock High                                   | Mr. Rice                     |                     |
| 1989      | Brenda Starr                                         | Vladimir                     |                     |
| 1990      | Lisa                                                 | Mr. Marks                    |                     |
| 1990      | Pastime                                              | Peter LaPorte                |                     |
| 1991      | City Slickers                                        | Lou                          |                     |
| 1991      | Life Stinks                                          | Vance Crasswell              |                     |
| 1992      | Article 99                                           | Dr. Leo Krutz                |                     |
| 1992      | Crossing the Bridge                                  | Uncle Alby                   |                     |
| 1993      | Living and Working in Space: The Countdown Has Begun | Dr. Stockton                 | Direct-to-video     |
| 1993      | A House in the Hills                                 | Willie                       |                     |
| 1994      | Radioland Murders                                    | Walt Whalen Jr.              |                     |
| 1995      | Heavyweights                                         | Maury Garner                 |                     |
| 1996      | Big Bully                                            | Art Lundstrom                |                     |
| 1998      | Dr. Dolittle                                         | Dr. Fish                     |                     |
| 1998      | There's Something About Mary                         | Sully                        |                     |
| 1998      | Meet Joe Black                                       | Quince                       |                     |
| 1999      | Muppets from Space                                   | K. Edgar Singer              |                     |
| 1999      | Teaching Mrs. Tingle                                 | Coach "Spanky" Wenchell      |                     |
| 1999      | My Teacher's Wife                                    | Jack Boomer                  |                     |
| 1999      | Girl, Interrupted                                    | Dr. Melvin Potts             |                     |
| 2000      | Pollock                                              | Clement Greenberg            |                     |
| 2000      | How the Grinch Stole Christmas                       | Mayor Augustus Maywho        |                     |
| 2001      | Never Again                                          | Christopher                  |                     |
| 2001      | Get Well Soon                                        | Mitchell                     |                     |
| 2003      | Malibu's Most Wanted                                 | Dr. Feldman                  |                     |
| 2003      | Scorched                                             | Employer                     |                     |
| 2003      | My Boss's Daughter                                   | Ken                          |                     |
| 2004      | EuroTrip                                             | Mr Thomas                    | Uncredited          |
| 2004      | Hellboy                                              | Tom Manning                  |                     |
| 2004      | Funky Monkey                                         | Crane                        |                     |
| 2004      | The SpongeBob SquarePants Movie                      | Rei Netuno                   | Voz                 |
| 2007      | Slipstream                                           | Geek / Jeffrey / Dr. Geekman |                     |
| 2008      | Superhero Movie                                      | Dr. Whitby                   |                     |
| 2008      | Hellboy II: The Golden Army                          | Tom Manning                  |                     |
| 2009      | The Invention of Lying                               | Anthony                      |                     |
| 2009      | The Hangover                                         | Sid Garner                   |                     |
| 2009      | Monsters vs. Aliens                                  | Carl Murphy                  | Voz                 |
| 2010      | Tangled                                              | Big-nosed thug               | Voz                 |
| 2010      | Meeting Spencer                                      | Harris Chapell               |                     |
| 2010      | Operation: Endgame                                   | Devil                        |                     |
| 2010      | Scooby-Doo! Abracadabra-Doo                          | Mr. Calvin Curdles           | Voz Direct-to-video |
| 2011      | Paul                                                 | Adam Shadowchild             |                     |
| 2011      | The Hangover Part II                                 | Sid Garner                   |                     |
| 2011      | Lucky                                                | Detective Waylon             |                     |
| 2011      | Win Win                                              | Stephen Vigman               |                     |
| 2011      | The Clockwork Girl                                   | Wilhelm the Tinkerer         | Voz                 |
| 2011      | Flypaper                                             | Gordon Blythe                |                     |
| 2011      | Mr Popper's Penguins                                 | Mr. Gremmins                 |                     |
| 2011      | For the Love of Money                                | Mr. Solomon                  |                     |
| 2012      | Branded                                              | Bob Gibbons                  |                     |
| 2013      | The Hangover Part III                                | Sid Garner                   |                     |
| 2017      | The Death of Stalin                                  | Geórgiy Malenkov             |                     |

### Televisão
| Ano             | Título                                                | Papel                                                  | Notas |
| --------------- | ----------------------------------------------------- | ------------------------------------------------------ | --- |
| 1977            | Kojak                                                 | Examinador médico                                      | Episódio: "Lady in the Squadroom" |
| 1978            | Starsky and Hutch                                     | Randy                                                  | Episódio: "Cover Girl" |
| 1979            | Taxi                                                  | Congressman Walter Griswald                            | Episódio: "Elaine and the Lame Duck" |
| 1979–1980       | The Ropers                                            | Jeffrey P. Brookes III                                 | 28 episódios |
| 1980            | Alcatraz: The Whole Shocking Story                    | Dankworth                                              | telefilme |
| 1981–1983       | The Love Boat                                         | Mr. Rogers Lawrence Jurgens                            | 2 episódios |
| 1981            | Barney Miller                                         | William Klein                                          | Episódio: "Field Associate" |
| 1981            | A Gun in the House                                    | Lance Kessler                                          | telefilme |
| 1981            | The Star Maker                                        | Harry Lanson                                           | telefilme |
| 1981–1982       | Three's Company                                       | Winston Cromwell III Dr. Tom Miller Dr. Phillip Greene | 3 episódios |
| 1981–1987       | Hill Street Blues                                     | Judge Alan Wachtel                                     | 22 episódios |
| 1982            | Take Your Best Shot                                   | Alden Pepper                                           | telefilme |
| 1982            | Nine to Five                                          | Franklin Hart                                          | 5 episódios |
| 1982            | M*A*S*H                                               | Major Reddish                                          | Episódio: "Foreign Affairs" |
| 1983            | Gloria                                                | Dr. Webber                                             | Episódio: "Gloria on the Couch" |
| 1983            | Oh Madeline                                           | Wesley                                                 | Episódio: "Madeline Acts Forward at the Retreat" |
| 1983            | Cocaine: One Man's Seduction                          | Mort Broome                                            | telefilme |
| 1983            | Sadat                                                 | Sharaff                                                | telefilme |
| 1983            | The Awakening of Candra                               | Professor Michael Silver                               | telefilme |
| 1984            | The Three Wishes of Billy Grier                       | Dr. Lindsay                                            | telefilme |
| 1985            | Robert Kennedy & His Times                            | Pierre Salinger                                        | minisérie |
| 1985–1986       | 'The Twilight Zone                                    | Stephen Montgomery Milton                              | 2 episódios |
| 1986            | Mr. Sunshine                                          | Paul Stark                                             | 11 episódios |
| 1986–1987       | Jonny Quest                                           | Hard Rock                                              | Voz 5 episódios |
| 1987–1988       | Max Heardroom                                         | Murray                                                 | 14 episódios |
| 1988            | Murder, She Wrote                                     | Russell Armstrong                                      | Episódio: "Harbinger of Death" |
| 1988            | L.A. Law                                              | Gordon Salt                                            | 3 episódios |
| 1989            | The Golden Girls                                      | Dr. Stevens                                            | Episódio: "Sick and Tired: Part 1" |
| 1989            | Doogie Howser, M.D.                                   | Hospital board member                                  | Episódio: "Every Dog Has His Doogie" |
| 1990            | Who's the Boss?                                       | Fred/ Ed Hartwall                                      | Episódio: "Tony Kills" |
| 1990            | Equal Justice                                         | Harry Beeker                                           | Episódio: "The Art of the Possible" |
| 1990            | Tales from the Crypt                                  | Charlie Marno                                          | Episódio: "Dead Right" |
| 1990            | Bill & Ted's Excellent Adventures                     | Additional voices                                      | Voz Episódio: "One Sweet and Sour Chinese Adventure to Go" |
| 1990–1991       | American Dreamer                                      | Joe Baines                                             | 17 episódios |
| 1990            | A Quiet Little Neighborhood, a Perfect Little Murder  | Don Hecker                                             | telefilme |
| 1991            | Empty Nest                                            | Dr. Binder                                             | Episódio: "The Dreyfuss Affair" |
| 1992            | The Burden of Proof                                   | Sennett                                                | TV filme |
| 1992–1998       | The Larry Sanders Show                                | Hank Kingsley                                          | 89 episódios Nominated - Primetime Emmy Award for Outstanding Supporting Actor in a Comedy Series (1993, 1996, 1997, 1998) Nominated - CableACE Award for Actor in a Comedy Series (1994, 1995) |
| 1992            | Batman: The Animated Series                           | Crocker SWAT leader                                    | Voz Episódio: "Appointment in Crime Alley" |
| 1993            | Dinosaurs                                             | Hank Hiber                                             | Voz Episódio: "Charlene and Her Amazing Humans" |
| 1993            | At Home with the Webbers                              | Gerald Webber                                          | TV filme |
| 1993            | Jonny's Golden Quest                                  | Dr. Zin                                                | Voz TV filme |
| 1994            | Another Midnight Run                                  | Bernie Abbot                                           | TV filme |
| 1995            | Jonny Quest Versus the Cyber Insects                  | Dr. Zin                                                | Voz TV filme |
| 1995            | Pinky and the Brain                                   | Beetle Fiero                                           | Voz Episódio: "Of Mouse and Man" |
| 1996            | The Real Adventures of Jonny Quest                    | Black Jack Lee                                         | Voz Episódio: "The Darkest Fathoms" |
| 1996            | The Man Who Captured Eichmann                         | Isser Harel                                            | TV filme |
| 1997            | Weapons of Mass Distraction                           | Alan Blanchard                                         | TV filme |
| 1997            | Duckman                                               | Psychiatrist                                           | Voz Episódio: "Hamlet 2: This Time It's Personal" |
| 1997            | Johnny Bravo                                          | Felinius TV voices #1                                  | Voz Episódio: "Hip Hop Flop/Talk to Me, Baby/Blanky Hanky Panky" |
| 1997            | AAAHH!!! Real Monsters                                | Jerry, sanitation worker                               | Voz Episódio: "Laugh, Krumm, Laugh/Rookie Monsters" |
| 1998            | Hercules                                              | King Salmoneus                                         | Voz Episódio: "Hercules and the King of Thessaly" |
| 1998            | The Lionhearts                                        | Hank                                                   | Voz 2 episódios Nominated - Daytime Emmy Award for Outstanding Performer in an Animated Program (1999) |
| 1999            | Tracey Takes On...                                    | Mobster                                                | Episódio: "America" |
| 2001            | The Practice                                          | Sid Herman                                             | 2 episódios |
| 2001            | 3-South                                               | Dean Earhart                                           | 2 episódios |
| 2002            | The Proud Family                                      | Randolph Verascola                                     | Voz Episódio: "Romeo Must Wed" |
| 2002            | That Was Then                                         | Gary 'Double G' Glass                                  | 3 episódios |
| 2002–2003       | Ozzy & Drix                                           | Mole                                                   | Voz 3 episódios |
| 2003            | Eloise at the Plaza                                   | Mr. Salomone                                           | TV filme |
| 2003            | Eloise at Christmastime                               | Mr. Salomone                                           | TV filme |
| 2003–2006, 2013 | Arrested Development                                  | George Bluth Sr. Oscar Bluth                           | 53 episódios Satellite Award for Best Performance by an Actor in a Supporting Role in a Series, Comedy or Musical Nominated - Primetime Emmy Award for Outstanding Supporting Actor in a Comedy Series (2004, 2005) Nominated - Screen Actors Guild Award for Outstanding Performance by an Ensemble in a Comedy Series (2005, 2006) |
| 2005            | The Muppets' Wizard of Oz                             | Wizard                                                 | TV filme |
| 2006            | Twenty Good Years                                     | Jeffrey                                                | 13 episódios |
| 2007–2011       | Word Girl                                             | Mr. Big                                                | Voz 25 episódios |
| 2007            | Super Sleuth Christmas Movie                          | Santa                                                  | Voz TV filme |
| 2007            | Law & Order                                           | Judge Barry Dilwynn                                    | Episódio: "The Family Hour" |
| 2008            | Welcome to The Captain                                | Saul Fish                                              | Voz 5 episódios |
| 2008            | Good Behavior                                         | Hy                                                     | Unaired pilot |
| 2008            | The New Adventures of Old Christine                   | Neil                                                   | Episódio: "Snakes on a Date" |
| 2008–2010       | Entourage                                             | Himself                                                | 3 episódios |
| 2008            | CSI: Crime Scene Investigation                        | Jerzy Skaggs                                           | Episódio: " Art Imitates Life" |
| 2009            | Medium                                                | Todd Emory / Allison Dubois                            | Episódio: "The Main in the Mirror" |
| 2009            | Batman: The Brave and the Bold                        | Crazy Quilt                                            | Voz Episódio: "The Color of Revenge!" |
| 2009            | Monsters vs. Aliens: Mutant Pumpkins from Outer Space | Carl Murphy                                            | Voz TV filme |
| 2009            | Rex Is Not Your Lawyer                                | Dr. Barry Cohen                                        | Unaired pilot |
| 2010–2011       | Archer                                                | Torvald Utne, Len Trexler                              | Voz 4 episódios |
| 2010            | Scooby-Doo! Mystery Incorporated                      | Gill Littlefoot                                        | Voz Episódio: "The Grasp of the Gnome" |
| 2011            | Running Wilde                                         | Steven's father                                        | Episódio: "Basket Cases" |
| 2011            | Love Bites                                            | Dr. O                                                  | Episódio: "How To..." |
| 2011            | China, IL                                             | Professor Cakes                                        | Voz 6 episódios |
| 2011            | The Trivial Pursuits of Arthur Banks                  | The Therapist                                          | Web séries 3 episódios |
| 2011            | Five                                                  | Danny Dinlear                                          | TV filme |
| 2012            | Bent                                                  | Walt                                                   | 6 episódios |
| 2012            | The High Fructose Adventures of Annoying Orange       | Mr. Orange Blueberry                                   | Voz 2 episódios |
| 2012            | Next Caller                                           | Jefferson Mingus                                       | 4 unaired episódios |
| 2012            | Bob's Burgers                                         | Captain Flarty                                         | Voz Episódio: "Mutiny on the Windbreaker" |
| 2013            | Law & Order: Special Victims Unit                     | Ben Cohen                                              | Episódio: "Funny Valentine" |
| 2013            | Phil Spector                                          | Bruce Cutler                                           | telefilme |
| 2014–2017       | Transparent                                           | Maura Pfefferman                                       | Papel Principal |
| 2015            | Star vs. the Forces of Evil                           | Glossaryck                                             | Voz 2 episódios |